# Sarah (Luisiana)

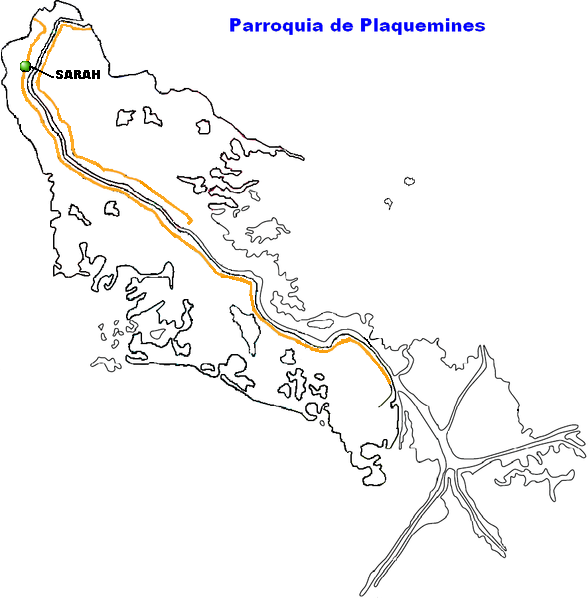
Localización de Sarah en el mapa de la Parroquia de Plaquemines.

Sarah es una pequeña localidad ubicada sobre el delta del Misisipi, dentro de la parroquia de Plaquemines, en el estado de Luisiana, Estados Unidos.

## Geografía
El establecimiento de Sarah se localiza en las siguientes coordenadas a saber: 29°46′12″N 90°01′48″O / 29.77000, -90.03000. Esta comunidad posee sólo un par metros de elevación sobre el nivel del mar, convirtiéndola una zona proclive a las inundaciones. Su población se compone de menos de un centenar de habitantes. El aeropuerto que más cerca se encuentra de este lugar es el (IAH) Houston George Bush Intercontinental Airport.